# Teotl
Teotl è un concetto fondamentale per la religione azteca. In lingua nahuatl viene spesso definito come "Dio", ma in realtà farebbe riferimento all'energia divina generativa, affine al numen latino o al concetto polinesiano di Mana. L'esatta natura di "Teotl" è da anni in discussione tra gli studiosi.

## Definizione
Tutte le cose nell'universo azteco sono Teotl, nel senso che tutto rappresenta una sua piccola sfaccettatura. È difficile dare una precisa definizione di Teotl, a causa dell'ancora vaga comprensione del termine.

## Importanza nella caduta dell'impero azteco
Teotl è un elemento chiave per la comprensione della caduta dell'impero azteco, dato che sembra che il re Montezuma e gli Aztechi in generale si riferissero ad Hernán Cortés ed ai conquistadores chiamandoli "Teotl". Secondo l'opinione comune questo significherebbe che li consideravano degli dei, ma una migliore comprensione del termine "teotl" potrebbe portare a credere che li definissero semplicemente "misteriosi" ed "inspiegabili".